# إدوين بينيت (خزاف)
إدوين بينيت (بالإنجليزية: Edwin Bennett)‏ هو خزاف أمريكي، ولد في 1818، وتوفي في 1908.